# 林泰男
林 泰男（はやし やすお、1957年12月15日 - 2018年7月26日）は、元オウム真理教幹部・元死刑囚。東京都出身。ホーリーネームはヴァジラチッタ・イシディンナ。教団内でのステージは師長だったが、地下鉄サリン事件3日前の尊師通達で正悟師に昇格した。省庁制が採用された後は、科学技術省次官の一人となる。地下鉄サリン事件で唯一サリンパックを3つ携帯し一番多くの犠牲者を出した。
同姓の林郁夫（同教団幹部）と縁戚関係は無い。死刑執行当時の姓は小池。

## 来歴
国鉄職員の次男として生まれる。中学校3年生時に高校受験のため戸籍謄本を取り寄せた際、父親が朝鮮籍で1959年（林が2歳の頃）に帰化していた事実を知り、自身も帰化した。それによって日本社会の朝鮮人を蔑視する風潮や偏見が自分の心にも存在していたことに対し苦悩する。祖父は戦前に日本に渡り、在郷軍人会の仕事に就いていたが、祖母とともに北朝鮮の秘密工作船支援の容疑で、日本の公安調査庁の重要監視対象者だった。父は1950年から国鉄に勤め、1978年に病死後、軍功により勲七等青色桐葉章に叙された。伯父と叔父は北朝鮮に帰国。
1974年1月、校則が厳しいことを知らず入学した國學院大學久我山高等学校を中退し、東京都立立川高等学校定時制に入学。高校在学中に電気工事士の資格を取得する。1983年に工学院大学工学部二部電気工学科で人工知能を研究、成績はトップクラスだった。在学中に父を亡くし、宗教に関心を持つ。卒業後、「フツウ」の生き方をしたくないと考え就職せずに4年間世界各地を旅行する。南北アメリカ大陸では貧困などの惨状を目撃し、アメリカ合衆国も人種問題を抱えていることに失望するが、インドには好感をもったという。また、南米のインディオの文化にも感銘を受け、メキシコでは大麻を経験する。一人で暮らす母を気にかけ、道中頻繁に電話をかけたり訪ねたりしていた。
帰国後、「体が硬直して縮む」と感じるようになった。あちこちの病院を受診したが原因は分からず、同じ頃に交際していた女性とも別れ、精神的に不安定になる。そのような最中にヨーガやチベット仏教への興味から、麻原彰晃の著書『生死を超える』を読んだことで1987年5月に「オウム神仙の会」に入信。1988年12月6日に出家。

## オウム入信
教団内では麻原などの運転手を務めたほか、説法を録音して編集する仕事をしていた。主に科学部門に属して「科学技術省次官」に就任し、電気工事や高電圧端末処理などの資格を生かして、教団施設内の電気工事や創価学会の信者・ロシア政府関係者の盗聴などを行った 。逃走した信徒の連れ戻しも担当した。麻原の四女の著書によれば、「真面目な性格で、教団内の子供の世話を進んで行っていた」という。一時期、麻原に外部のスパイだと疑われ、落ち込んでいた時期があった。
やがて、科学技術省の近くの警備小屋に配属された女性信徒と恋仲になった。
1989年の坂本堤弁護士一家殺害事件では、犯行現場には赴かなかったが、犯行に使用された2台の車の双方に交信用の無線機を取り付ける役割を担った。1991年から翌年まで教団横浜支部長を務めた。
麻原から度々盗聴を指示された際は「最終解脱者なのになぜ盗聴をするのだろう」と疑問に感じた。教団の「狂った部分」を認識し中枢とは少し距離をとっていたので、1994年7月に、科学技術省次官に任命され、村井秀夫の部下となった時は、身動きが取れない状況に追い込まれたと感じたという。科学技術省といえば「信徒の布施を無駄遣いする愚かしい部署」であり、村井秀夫といえば「出家信徒を逆さ吊りにする冷たい人」なので、苦痛以外のなにものでもなく、周りからも、ご愁傷様と言われた。
警察庁長官狙撃事件において、実行犯として犯行を自供した元信者の警視庁元巡査長は、林が逃走の手助け役として関与したと供述したが、立証に至らなかった。

## サリン事件
1995年3月の地下鉄サリン事件ではサリン散布実行犯となった。サリンについてはサリンプラントの電気工事をしたり説法で何度も聞かされたこともあるので有毒性は知っており、嫌だと思ったが「断ったら制裁がある。恋人との仲がばれて私は殺され、家族にも累が及ぶ」と思い承諾した。この林の公判中における証言は、他の実行犯らが「救済のためには殺人も許される」とする教団教義や麻原の絶対性を主張する中で、異色なものとなった。村井秀夫は一応「嫌なら断ってもいい」と言ったが、「断ることは当時の自分たちには無理であることを村井さんは分かっているのに、そう言うのは残酷だと思った」と証言している。
教団が犯行のために用意したサリンが入った11袋のうち3袋を引き受け、散布した車両では最も多い9人の死者を出した。これについては林が傘で袋を4回以上突き刺してサリンを流出させていたことに加えて、小伝馬町駅構内でサリンに身体を侵された乗客が異臭を放つ物体（犯行に使われた袋）を車外へ蹴り出したことで、さらにサリンが拡散されたからとも考えられる（警察無線記録にも残されている）。
林は自ら志願して他の実行犯よりも多い3袋を受け持ち（残りの実行犯4人は2袋ずつ）、実行したと報道され、オウムへの忠誠心が厚くダーティーワークを厭わずに実行する「殺人マシーン」との認識が一般に広まった。だが、実際は事件の前日中川智正・遠藤誠一がサリンのパックを11個用意して端数が生じたが、林が犯行当時、指示を断れない状況下にあるのを知っていた村井が5人の中で最初に林に1つ多く持ってくれるかと頼み、引き受けたものだった。井上嘉浩は「実行メンバーの中でもっとも人間的で優しい人なのでいやがることを引き受けた」と語り、他の実行犯も「みんながいやがる仕事を引き受けるのが彼だった」と口を揃えた。更に林が持参したサリンのパックが1つ、配布時から破損し、二重の袋内に漏れていたという。
1994年6月の松本サリン事件にもサリン噴霧車の製造という形で関与している。またサリン事件後の新宿駅青酸ガス事件にも関与した。

## 逃亡
地下鉄サリン事件の他の実行犯は1995年5月頃までに逮捕される中で、菊地直子らとともに首都圏各地を転々とした後、同年秋頃からは、一緒に逃げた恋人の女性信者がホステスなどをして稼いだ金を使って名古屋・岐阜・京都などを転々としながら逃亡を続けた。林はオウム真理教事件で特別指名手配されたオウム逃亡犯の中でも頭立った者、危険性の高い犯人として扱われ、警察は「逆襲を狙っているのでは」と警戒したが、実際には逃亡の間は恋人とジョギングやケーキ作りを楽しんでいた。8月には別ルートで逃亡していた平田信に名古屋市で接触。その際に平田から出頭の意を打ち明けられたが、平田は林の逃走先や逃走手段を知っていたことから、出頭を思いとどまらせた。 その後も逃亡を続けていたが、1996年11月、北村浩一や松下悟史らが逮捕されたことを報道で知ると、京都のアジトを出て、同月30日に博多から那覇経由のフェリーに乗船し、1996年12月3日早朝に沖縄県石垣島に到達した。しかし、手配写真を見た市民の通報を受けた沖縄県警八重山警察署により、石垣市の石垣港で逮捕された。逃亡中、自らが殺害した犠牲者の祷りのために小さな位牌を常に持ち歩いていたという。なお、林の逮捕により、行動を共にしていた恋人の女性信者も犯人隠避容疑で逮捕された。
逃走途中に井上嘉浩の指示でVXの瓶を東京都小平市の玉川上水の土手付近に埋めたことを供述し、12月11日に警視庁の捜査によって発見・押収された。　

## 裁判
松本サリン事件、地下鉄サリン事件などで起訴された。法廷では輪廻転生や閻魔様を信じているので嘘はつけないと語り、事件の詳細について率直に語った。第一審・東京地裁は死刑判決を言い渡したが、真面目に学業や仕事に取り組んでいたことなどを挙げ、「被告人を一個の人間としてみるかぎり、被告人の資質ないし人間性それ自体を取り立てて非難することはできない」「およそ師を誤ることほど不幸なことはなくその意味において被告人もまた不幸かつ不運であったといえる」とも述べた。初公判で林は麻原について、現在では信仰心がないと述べると共に、事件当時は「絶対的な存在で指示には逆らえなかった」と供述した。殺人マシンという呼称については「その通りのことをしてしまったから仕方ない」と述べた。
控訴審・東京高裁でも死刑判決が維持されたため上告するも、2008年2月15日、最高裁第2小法廷は上告を棄却し、死刑が確定。オウム真理教事件で死刑が確定するのは5人目。
2008年12月19日付で東京地裁に第一次再審請求を申し立てており、死刑執行当時は東京地裁の棄却決定、及びそれに対する東京高裁への即時抗告棄却決定を不服として最高裁に特別抗告中だった。

## 人物評
- 「まだ出家してまもない頃、母親に会ってもらったことがあります。林さんに会えば母親も少しは安心してくれるかなと思ったんです」「とにかく穏やかで常識のある方で、母親もオウムにはああいう人もいるんだねえと、多少は安心してくれたようでした」－荒木浩[25]
- 「穏やかで常識もあり、そして何となく頼もしい兄貴分的な雰囲気を持つ男」－森達也[25]
- 「少しはずるかったり危ない人であって欲しかったのですが、面会してみればいい青年なんです。参ったです。彼に対する一審死刑判決で異例のことに『およそ師を誤まるほど不幸なことはなく、この意味において、被告人もまた、不幸かつ不運であったと言える』とあるのは、そのとおりでした」－滝本太郎（オウム被害対策弁護団弁護士）[26]
- 「林泰男さんとはかなり幼いころからの付き合いで、子ども好きの運転手さんという印象でした。特別に父の子に対してだけでなく、子どもみんなに優しかったので純粋な子ども好きなのでしょう。幼いころ、一緒に遊んでくれた印象から、彼が殺人に関わるなんて夢にも思っていませんでした。当時マスコミで報道された冷酷なイメージも、私の中では皆無です。子どもや女性に思いやりのある本当に優しいお兄さんという印象しかありません」－松本聡香（麻原の四女）[27]
- 「非常に冷静な人。すごくさめた目でオウム真理教を見ていた。部下を育て、束ねていく能力がずば抜けて優れていた」－杉本繁郎[28]
- 「ひょうひょうとした穏やかな人物」「メディアからは『殺人マシーン』と呼ばれていたが、素顔はそれとはほど遠い人物だと私は思う」－瀬口晴義（東京新聞記者）[29]
- 「ヤスさんの第一印象は、旅人。プノンペンあたりの街角からふらっとやって来て座っている風情。面会に来たことに何度も礼を言われた。とても謙虚だった」「彼を好きか、嫌いか？と聞かれたら、嫌いではない……としか答えられない。好き……という範疇にはいなかった。好き、なんて言葉で言い表せない。誠実な人だ」－田口ランディ[30]
- 「とてもまじめで丁寧な対応だった」－服藤恵三（警視庁元科学捜査官）[31]
- ワイドショーなどでは「歩く殺人マシン（兵器とも）」、「オウムの殺人マシン」、甚だしくは異名も容疑者呼称も全てが名前の一部であるかのような「殺人マシン林泰男容疑者」などと呼称された。指名手配ポスターでも、記載位置は上列の一番左すなわち筆頭だった。なお、別名の表記は事件当時は「歩く殺人マシン」と縮めることが多く、逮捕・起訴後は「殺人マシーン」と表記するケースが多い。
- 工学院大学時代には鮮魚店のアルバイトを続け、店主が病気を患った際には早朝の市場への買出しから店番まで行うほど真面目であったという[11]。
- 麻原4女との手紙の中で、林は「歳だけジジイだけどサ、心はピッカピカの青年のまま」と語っている[32]。

## 死刑確定後
2018年（平成30年）3月14日までは、林を含め、オウム真理教事件の死刑囚13人全員が東京拘置所に収監されていた。しかし、2018年1月、高橋克也の無期懲役確定により、オウム事件の刑事裁判が終結した。
オウム裁判終結に伴い、同年3月14日、麻原彰晃を除く死刑囚12人のうち、7人について、死刑執行設備を持つほかの5拘置所（宮城刑務所仙台拘置支所・名古屋拘置所・大阪拘置所・広島拘置所・福岡拘置所）への移送が行われた。林は同日付で、宮城刑務所仙台拘置支所に移送された。
2018年7月26日に宮城刑務所にて死刑が執行された。60歳没。

## 関連事件
- 松本サリン事件（殺人幇助、殺人未遂幇助）
- 新宿駅青酸ガス事件（殺人未遂）
- 地下鉄サリン事件（殺人、殺人未遂）

## 関連文献
- 『大義なきテロリスト』（佐木隆三著、NHK出版、2002年）